# Massís de Matmata
El massís de Matmata és una zona de muntanyes de la governació de Médenine, centrades a l'antiga Matmata (destruïda en part per les inundacions de 1969) esdevinguda centre turístic per l'existència de les anomenades cases troglodites (vegeu ksar). L'elevació rarament supera els 700 metres. El clima és fred, però la pluviometria és reduïda (entre 200 i 400 mm/any) i no permet el conreu generalitzat. S'hi cultiva el famós llimó de les arenes de Matmata.